# أشواق محرم
أشواق محرم هي طبيبة يمنية وناشطة في مجال حقوق الإنسان وذلك من خلال محاولة جلب الانتباه والاهتمام الدولي للمجاعة في اليمن خاصة في مدينة الحديدة.

## السيرة الذاتية
أشواق متزوج ولديها طفلان. في عام 2016 وبعد أن عملت كطبيبة لمدة عشرين سنة اختارتها بي بي سي كواحدة من أبرز 100 امرأة حققت إنجازات في حياتها وفي مجتمعها.
عقب اندلاع الحرب في اليمن قررت أشواق محرم المكوث في بلدها والعيش في مدينتها الحديدة وحدها وذلك بعدما اضطر زوجها للذهاب بعيدا والعيش في الأردن رفقة أطفالهم مخافة عليهم من البطش أو القتل. وكانت محرم قد صرحت في وقت سابق قائلة: «أنا أرى نفس الشيء الذي كنت أشاهده على شاشة التلفزيون [تقصد المجاعة في الصومال]؛ لم أعتقد يوما أنني سأرى هذا في اليمن». وكانت محرم قد عملت مع العديد من منظمات الإغاثة الدولية، ولكنها تعمل بشكل مستقل منذ عام 2015 حيث تقوم بتقديم الدواء والغداء لكل من يحتاح من خلال التجول بسيارتها التي اعتُبرت عيادة متنقلة.